# Pleuromamma xiphias
Pleuromamma xiphias är en kräftdjursart som först beskrevs av Giesbrecht 1889.  Pleuromamma xiphias ingår i släktet Pleuromamma och familjen Metridinidae. Inga underarter finns listade i Catalogue of Life.